# Pfaffenhausen (Hammelburg)

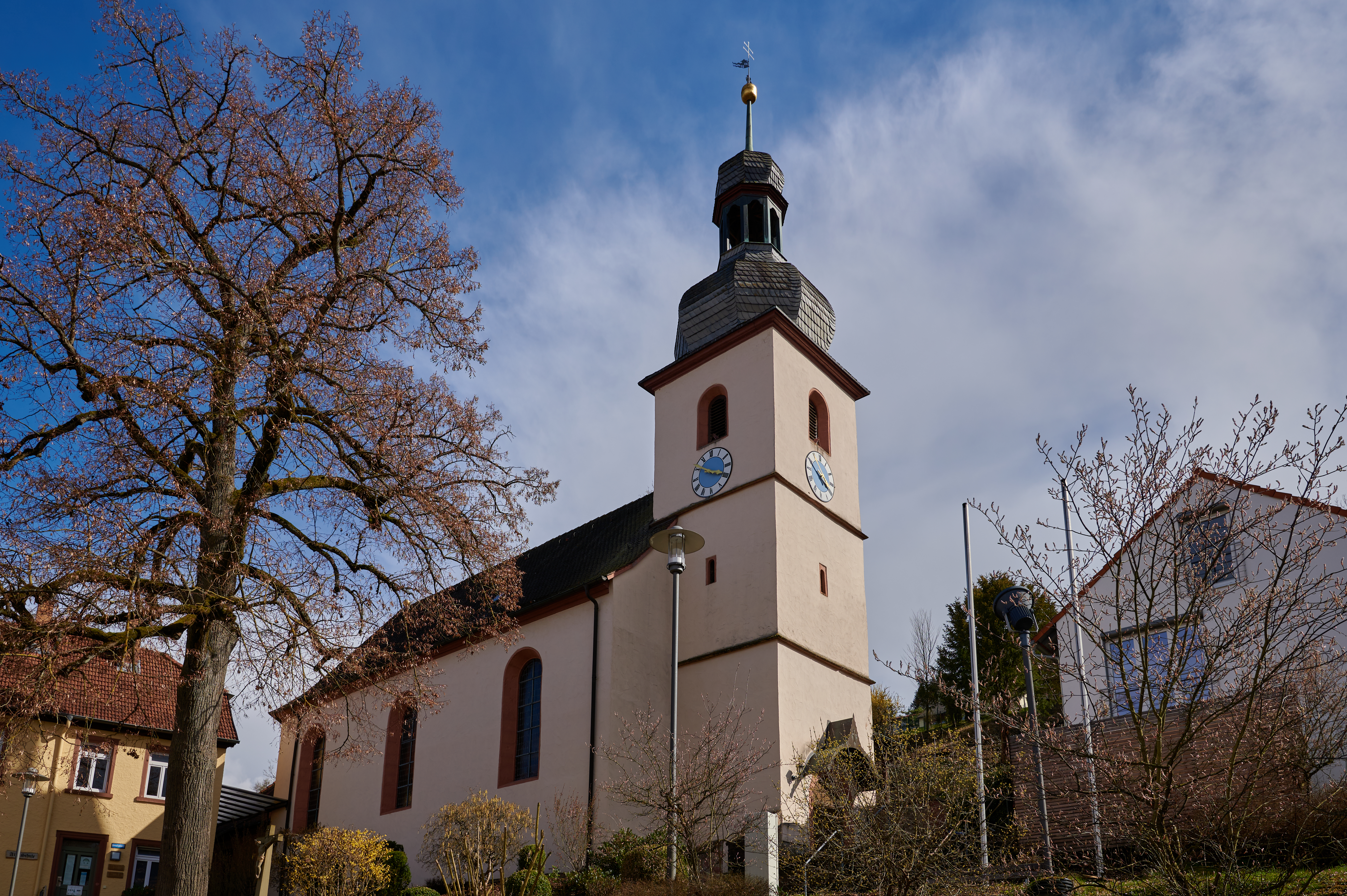
St. Leonhard

Pfaffenhausen ist ein Gemeindeteil der Stadt Hammelburg im unterfränkischen Landkreis Bad Kissingen in Bayern. Pfaffenhausen hat zusammen mit Lager 500 Einwohner (Stand 31. Dezember 2023).

## Geographische Lage
Das Kirchdorf Pfaffenhausen liegt südlich von Hammelburg. Die westlich des Ortes verlaufende Staatsstraße 2294 führt nordwärts zur zwischen Hammelburg und Pfaffenhausen liegenden Bundesstraße 287 und danach als Bundesstraße 27 nach Untererthal. Südwärts führt die St 2294 nach Gauaschach.

## Geschichte
Die erste bekannte Erwähnung von Pfaffenhausen erfolgte Anfang des 10. Jahrhunderts, als Bruotbert und seine Frau Kunigund als Gegenleistung für die Schenkung ihres Erbes, eines Klosters, den Ort Pfaffenhausen erhielten. Im Jahr 907 wird Pfaffenhausen als Fafunhusa in einer Urkunde des ostfränkischen Königs Ludwig das Kind erwähnt. In dieser Urkunde wird der Tausch von Gütern zwischen dem Kloster Echternach und dem Kloster Fulda bestätigt. Dabei geht der Besitz in Fafunhusa vom Kloster Echternach an das Kloster Fulda über. Im Jahr 1543 verkauften die Herren von Hutten den Ort an den Mainzer Erzbischof Albrecht von Brandenburg.
Im 15. Jahrhundert entstand im Ort die St. Leonhard-Kirche. Um das Jahr 1580 entstand der Jüdische Friedhof des Ortes, auf dem unter anderem auch die verstorbenen Juden der Orte Bonnland, Hammelburg, Untererthal und Westheim bestattet wurden.
Im Rahmen der Gebietsreform in Bayern wurde Pfaffenhausen am 1. April 1971 nach Hammelburg eingemeindet.